# (15703) Yrjölä
(15703) Yrjola, désignation internationale (15703) Yrjölä, est un astéroïde de la ceinture principale.

## Description
(15703) Yrjola est un astéroïde de la ceinture principale. Il fut découvert le 21 septembre 1987 à la station Anderson Mesa par Edward L. G. Bowell. Il présente une orbite caractérisée par un demi-grand axe de 2,21 UA, une excentricité de 0,13 et une inclinaison de 6,0° par rapport à l'écliptique.

## Compléments